# 学習院女子大学
学習院女子大学（がくしゅういんじょしだいがく、英語: Gakushuin Women's College）は、東京都新宿区戸山3-20-1に本部を置く日本の私立大学。1847年創立、1998年大学設置。大学の略称は学女（がくじょ）。

## 歴史

### 前史
1847年（弘化4年）、仁孝天皇によって設けられた学習所の女子教科が起源である。明治政府はそれまでの大名・公家を華族と呼び、その教育に力を入れた。1877年（明治10年）には、華族のための学校として学習院が設立された。女子教科は1885年（明治18年）に華族女学校に改組されたのち、1906年（明治39年）に学習院に吸収され、その学習院女学部となった。
女学部は1918年（大正7年）、女子学習院として分離・独立した。女子学習院は初め永田町の御料地に設置されたが火災にあい、青山練兵場の跡地を借り入れて、そこに1918年（大正7年）、新校舎を竣工し、同年8月12日に移転。同年11月14日、貞明皇后が臨席して開院式を挙行した。
太平洋戦争（大東亜戦争）末期の1945年（昭和20年）5月、アメリカ軍による東京大空襲（山の手大空襲）によって校舎が焼失した。
日本敗戦後の1947年（昭和22年）、根拠法である学習院・女子学習院学制の廃止に伴い、学習院と再度合併して「財団法人学習院」となり、宮内省管轄下の官立学校から私立学校に改められることとなった。空襲によって焼失した旧・女子学習院の校地は、現在の秩父宮ラグビー場の場所にあった。

### 沿革
- 1877年（明治10年） - 学習院の設立。
- 1885年（明治18年） - 華族の女子のための教育機関として四谷尾張町に「華族女学校」が開校。
- 1906年（明治39年） - 学習院に吸収統合され、「学習院女学部」となる。
- 1912年（明治45年） - 永田町の学習院女学部本館が火事で焼失
- 1918年（大正07年） -  校舎を青山（赤坂区青山北町4丁目、元青山練兵場）に移転し、学習院女学部は「女子学習院」として独立。新校舎設計は辰野金吾。
- 1945年（昭和20年） - 山の手大空襲で青山の校舎（常磐会館）全焼（跡地は米軍駐車場を経て現・秩父宮ラグビー場）[4]
- 1946年（昭和21年） - 戸山町の近衛騎兵連隊跡地へ移転。
- 1947年（昭和22年） - 学習院は財団法人（のち学校法人）となり、私立学校となる。
- 1948年（昭和23年） - 高等女学校・高等学校（学習院女子高等科含む）卒業生を対象とする各種学校として、1年制の「学習院女子教養学園」が設けられ、これが本学の源流となる。

- 1948年（昭和23年） - 5月、学習院女子研究科を開設。
- 同 8月、女子研究科が東京都知事の認可を受け、学習院女子教養学園（教養科、洋裁別科本科、洋裁別科高等科、洋裁別科研究部（6ヶ月制）、洋裁別科実習部（修了期限なし））開設。
- 1950年（昭和25年） - 学習院大学短期大学部（文学科）を開設。戸山キャンパスの開学。
- 1951年（昭和26年） - 家庭生活科を設置。
- 1952年（昭和27年） - 女子教養学園廃止。教職員の大半は短期大学部へ異動。
- 1953年（昭和28年） - 文学科を文科と改称し、学習院女子短期大学部を学習院女子短期大学と改称。
- 1961年（昭和36年） - 文科を廃止して人文学科を設置。
- 1980年（昭和55年） - 学習院女子短期大学が創立30周年を迎える。
- 1985年（昭和60年） - 入学定員を400名から600名へと拡充。
- 1996年（平成08年） -   学習院女子大学開学準備室を設置し、文部省に認可を申請。
- 1998年（平成10年） - 学習院女子大学の開学（4年制大学へ移行）。併せて国際文化交流学部が新設される。
- 1999年（平成11年） - 学習院女子短期大学の最後の卒業式（3月19日）が挙行。774人が卒業。
- 2001年（平成13年） - 女子短期大学を廃止。単位互換制度開始。
- 2004年（平成16年） - 大学院国際文化交流研究科（男女共学）設置。新2号館が竣工。
- 2023年（令和03年） - 2023年7月27日に系列校である学習院大学と2026年4月を目処に統合することを発表。[5]

## 基礎データ

### 所在地
- 戸山キャンパス（東京都新宿区戸山3-20-1）
  - 敷地面積：66191.14 ㎡
  - 学習院女子大学の他、学習院女子中・高等科もキャンパス内にある。女子中・高等科は併せて「学習院女子部」と称する。

### 象徴

#### 校歌
- 「学習院院歌」
  - 作詞 安倍能成
  - 作曲 信時潔
  - 1951年（昭和26年）5月18日、学習院大学開設2周年記念式典において発表。
  - 学校法人学習院が設置するすべての学校共通の院歌である。

#### 校章
- 桜をかたどったものである。

#### 在学者数
- 約1,700名（学部・大学院合計）

## 教育及び研究
- 学部
  - 国際文化交流学部
    - 日本文化学科
    - 国際コミュニケーション学科
    - 英語コミュニケーション学科
- 大学院（男女共学）
  - 国際文化交流研究科
    - 国際文化交流専攻（修士課程）
- 附属施設
  - 女子大学図書館
    - 建物は1982年改築。同年日本図書館協会建築賞受賞。

  - 語学教育センター
    - 建物は旧「山路ふみ子記念国際文化センター」。

  - 環境教育センター
  - 留学生センター

## 学生生活

### 学園祭
- 毎年4月6日頃に「雅祭」（1日間）、10月17日～18日頃に「和祭」（2日間）が開催される。

### 福利厚生
- 学校法人学習院には学習院系列校の学生生徒・教職員に対する福利厚生と学園生活上の様々なサービスを提供する「学習院蓁々会」という部署がある。蓁々会会長は学習院長が務め、学食や購買部・書店などを経営している。このため大学生協はない。

### 部活動・サークル活動
1889年、学習院全生徒の学生活動のための機関として「輔仁会」（ほじんかい）が設けられ、以後現在まで学習院全体の課外活動の中心機関となっている。同会は幼稚園から大学、更に学校法人学習院本部までの役員・教職員・学生・生徒・児童・園児が会員となる。会長は学習院長が兼務し、会員は毎年輔仁会費（他大で言うところの自治会費ではない）を納入する。学習院に在学する皇族と特別な功労者は名誉会員（会費徴収なし）となる。本部の下に各学校ごとの支部組織がある。
学習院の運動部、文化部、自治会等すべての課外活動は、輔仁会の事業の一端として位置づけられ、輔仁会の予算から経済的支援を受けている。学習院女子大学における輔仁会の支部は「学習院輔仁会女子大学支部」であり、支部長は女子大学学生部長が兼務する。運動部会（他大で言うところの体育会）・文化部会・独立団体があり、輔仁会に公認されている各部は「学習院輔仁会女子大学支部運動部会○○部」「学習院輔仁会女子大学支部文化部会○○部」等と称する。また学習院女子大学は小規模であるため、学習院大学の団体と合同で活動している部もある。会歌として「学習院輔仁会会歌(新)」 ·「学習院輔仁会会歌(旧)」がある。また機関誌として『学習院輔仁会雑誌』がある。このほか輔仁会女子大学支部に属さず自主的に運営される同好会・非公認サークル等もある。

## 大学関係者と組織

### 大学関係者組織
- 学校法人学習院が設置する学校全体の同窓会として学習院桜友会がある。
- 学習院女子短期大学及び学習院女子大学の同窓会として草上会がある。

## 施設
- 交通アクセス：東京メトロ副都心線 西早稲田駅から徒歩1分（正門まで）。東京メトロ東西線 早稲田駅から徒歩5分（北門まで）。JR山手線・西武新宿線・東京メトロ東西線 高田馬場駅から徒歩15分（正門まで）。都営バス高71系統・ 早77系統・ 池86系統 学習院女子大学前バス停より徒歩30秒（正門まで）。
- 全学が一つのキャンパスで学んでいる。1つのキャンパスしか設置していないが「戸山キャンパス」という名称がついている。
- キャンパス出入口は2つある。
  - 正門 - 明治通り側、西早稲田駅・学習院女子大学前バス停最寄。明治10年（1877年）に千代田区神田錦町に建てられた旧学習院正門を昭和24年（1949年）現在地に移築したもの。鉄門とも称する。国の重要文化財に指定されている。
  - 北門 - 諏訪通り側。学習院女子中・高等科校舎側。

## 対外関係
- 相互履修協定締結校
  - 学習院大学
- 図書館相互利用制度協定締結校 
  - 学習院大学
- 単位互換制度
  - 五大学間（学習院女子大学・学習院大学・早稲田大学・立教大学・日本女子大学）単位互換制度（F-Campus）
  - ダブル（デュアル）ディグリー制度：学習院女子大学とレスブリッジ大学（カナダ）の両方の学位を取得できる

- 海外留学協定校（協定締結順）
  - ブカレスト大学（ルーマニア）
  - パラツキー大学（チェコ）
  - ディーキン大学（オーストラリア）
  - リーズ大学（イギリス）
  - タリン大学（エストニア）
  - ワルシャワ大学（ポーランド）
  - ミズーリ南部州立大学（アメリカ）
  - ルートヴィヒ・マクシミリアン大学ミュンヘン（ミュンヘン大学）（ドイツ）
  - ハンブルク大学（ドイツ）
  - 誠信女子大学（韓国）
  - ノーザン・ブリティッシュ・コロンビア大学（カナダ）
  - ラオス国立大学（ラオス）
  - 清華大学（中国）
  - 静宜大学（台湾）
  - 梨花女子大学（韓国）
  - 国立高雄大学（台湾）
  - レスブリッジ大学（カナダ）
  - パーペチュアル・ヘルプ大学（フィリピン）
  - 実践大学（台湾）
  - カリフォルニア大学デービス校（アメリカ）
  - 西部カトリック大学（フランス）
  - ヴェネツィア・カ・フォスカリ大学（イタリア）
  - タイ・アサンプション大学（タイ）
  - ベトナム国家大学ホーチミン市人文社会科学大学（ベトナム）
  - フエ大学外国語大学（ベトナム）

## その他
- 大学入試センター試験には参加していない。